# Lưu Văn Tú
Lưu Văn Tú (giản thể: 刘文秀; phồn thể: 劉文秀; bính âm: Liú Wénxiù, 1633 – 1658), người Diên An, Thiểm Tây, tướng lãnh khởi nghĩa nông dân Đại Tây, con nuôi của thủ lĩnh Trương Hiến Trung.

## Cuộc đời và sự nghiệp
Ông từ sớm đã tham gia nghĩa quân của Trương Hiến Trung. Năm Sùng Trinh thứ 17 (1644) nhà Minh, sau khi Trương Hiến Trung kiến lập chính quyền Đại Tây, Văn Tú được thụ phong Phủ Nam Tướng quân, Năm Thuận Trị thứ 3 (1646) nhà Thanh, Trương Hiến Trung tử trận, ông cùng bọn Tôn Khả Vọng soái mấy vạn tàn quân, chạy vào Vân Nam - Quý Châu, liên tiếp hạ được Tuân Nghĩa, Quý Dương.
Năm Vĩnh Lịch thứ 6 (1651), nghĩa quân Đại Tây liên kết với chính quyền Nam Minh, Văn Tú được thụ phong Phủ Nam vương, soái 6 vạn quân Đại Tây ra Xuyên Nam, từ Tự Châu, Trùng Khánh tiến vây Thành Đô, giết bọn Đô thống Bạch Hàm Trinh, Bạch Quảng Sanh của nhà Thanh, bức bách Ngô Tam Quế chạy về Bảo Ninh. Ông ra Tứ Xuyên, cùng quân đội của Ngô Tam Quế giao chiến ở Bảo Ninh thuộc Xuyên Bắc, khinh địch nên đại bại, lui về Quý Châu.
Năm thứ 10 (1656), Văn Tú theo Vĩnh Lịch Đế đến Côn Minh, được phong tước Thục vương. Năm sau, Tôn Khả Vọng cất quân đến đánh, ông cùng Lý Định Quốc đánh cho ông ta đại bại ở Giao Thủy. Tôn Khả Vọng đưa tàn quân đến Bảo Khánh hàng Thanh.
Năm thứ 12 (1658), Văn Tú ở vùng núi Tứ Xuyên thao luyện quân đội, thu thập bộ hạ của Tôn Khả Vọng, được hơn 3 vạn người. Lý Định Quốc yêu cầu Vĩnh Lịch Đế triệu hồi ông, hành động này đã khiến cho 3 lộ quân Thanh tiến đánh Quý Châu gập nhiều thuận lợi, vì thế hai người Lý – Lưu trở nên bất hòa. Văn Tú vô cùng buồn bã, đem mọi việc giao cho Hộ vệ Trần Kiến liệu lý, cũng không ra khỏi phủ . Ngày 25 tháng 4, bệnh mất ở Côn Minh . Về sau con trai ông là Lưu Chấn cũng hàng Thanh.